# Leo Richardson
 (mai 2020).
Si vous disposez d'ouvrages ou d'articles de référence ou si vous connaissez des sites web de qualité traitant du thème abordé ici, merci de compléter l'article en donnant les références utiles à sa vérifiabilité et en les liant à la section « Notes et références ».
Leo Richardson, né le 23 mars 1989 à Reading, est un footballeur international anguillan évoluant au poste de défenseur.

## Biographie

### En sélection
Il joue son premier match en équipe d'Anguilla le 22 mars 2016, contre le Guyana. Ce match perdu sur le très large score de 7-0 rentre dans le cadre éliminatoires de la Gold Cup 2015.